# المغامر (فلم 1917)
المغامر (بالإنجليزية: The Adventurer)، يعرف أيضا باسم (تشارلي يهرب)، وهو فيلم كوميدي أمريكي صامت من عام 1917 بطولة تشارلي تشابلن تم إنتاجه في شركة موتوال فيلم، وهو آخر أفلام تشابلن الإثني عشرة في عقده مع هذه الشركة.

## القصة
تبحث الشرطة عن مدان هارب (تشارلي تشابلن) نجح في الإفلات من الحراس بذكاء. وتبدأ رحلة المطاردة والهرب من الشرطة، ويحاول الشرطي بيرغمان ورفاقه الوصول إليه، ويفشلون بشكل متواصل. خلال المطاردة يغوص تشارلي في الماء هربًا من الشرطة، ثم ينتقل المشهد إلى فتاة وحبيبها (إدنا بورفيانس وإريك كامبل). يدركان أن والدة إدنا (مارتا غولدن) تغرق. يذهبان لمساعدتها. تتوسل إدنا إلى كامبل للمساعدة، لكنه يرفض بسبب وزنه. تقفز في الماء، بينما يستند كامبل إلى السياج ويهاجمها. لكن وزن الرجل يتسبب في سقوطه في الماء. سمع تشارلي، الذي كان قد وصل لتوه إلى اليابسة، الفوضى التي اندلعت بين كامبل وإيدنا ووالدتها، فقرر التحقيق. قفز عائدًا إلى الماء وسبح إلى حيث ظن أن الفوضى تحدث. وجد إدنا على الشاطئ مذعورة، وعندما رأت إدنا تشارلي، توسلت إليه أن ينقذ والدتها. أنقذ تشارلي إدنا أولًا، ثم والدتها، ثم سبح نحو كامبل وسبح حوله. وأخيرًا، استخدم لحيته ليسحب نفسه عائدًا إلى الشاطئ. ثم أنقذ الجميع. وصلت السلطات، وكانت والدة إيدنا فاقدة الوعي أول من استقل سيارة الإسعاف. لكنها سرعان ما استعادت وعيها، فكذب تشارلي عليها، وقبل أن يعود لإنقاذ كامبل، ألقى به في الماء دون قصد. عاد تشارلي وأنقذ كامبل. لكن تشارلي، أثناء ذلك، أصيب بجروح واستلقى على الشاطئ عاجزًا وغير قادر على المشي. لكن شرطيًا رآه، وأنقذ تشارلي المصاب. يستيقظ تشارلي الآن في منزل إيدنا، المرأة التي يحبها، وهناك تبدأ بعض المواقف الطريفة بينه وبين كامبل، في الداخل، بينما تعزف إيدنا على البيانو، يحاول كامبل الانتقام دون جدوى. يسكب تشارلي عليه الكثير من البيرة، فينسحب. ومع ذلك، عندما يفعل ذلك، يرى وجه تشارلي على الصحيفة، تحت عنوان "هروب المجرمين: مدان لا يزال طليقًا". بالطبع، كانت هذه طريقة جيدة للانتقام. لذلك، عندما تحدث تشارلي مع والد إيدنا، القاضي براون، الرجل الذي حكم عليه بالسجن، شعر تشارلي بالخوف. تبدأ المواجهة الوشيكة مع القاضي براون، تلي ذلك مطاردة مُرهقة للأعصاب مع بعض التلميحات الكوميدية. كاد تشارلي أن يُقبض عليه عدة مرات. وفي مرات أخرى، ينجو بأعجوبة. وفي النهاية، يُحاصره أحد ضباط الشرطة. يبدو أن النهاية قد اقتربت، وأن تشارلي سيُقبض عليه أخيرًا - حتى يتفوق عليه تشارلي دهاءً. يُعرّف تشارلي بالشرطي وإيدنا، وعندما يخلع الشرطي قبعته الشرطية، يفلت تشارلي من قبضته ويهرب، والشرطة تُطارده.

## طاقم التمثيل
- تشارلي تشابلن - المدان
- إدنا بيرفيانس - الفتاة
- اريك كامبل - عاشق
- هنري بيرغمان - الأب
- ألبرت أوستن - كبير الخدم
- مارتا غولدن
- ماي وايت - سيدة

## وصلات خارجية
- الفيلم القصير The Adventurer متوفر للتحميل من موقع أرشيف الإنترنت [المزيد]
- المغامر على موقع IMDb (الإنجليزية)
- المغامر على موقع ألو سيني (الفرنسية)
- المغامر على موقع أول موفي (الإنجليزية)
- المغامر على موقع فيلمافينيتي (الإسبانية)
- المغامر على موقع قاعدة بيانات الأفلام السويدية (السويدية)
- المغامر على موقع قاعدة بيانات الفيلم (الإنجليزية)
- المغامر على موقع ليتربوكسد (الإنجليزية)
- المغامر على موقع كينوبويسك (الروسية)